# Катастрофа гелікоптера ДСНС у Броварах
18 січня 2023 року, о 08:20 в Броварах на Київщині поблизу дитячого садка розбився вертоліт ДСНС EC-225 Super Puma (бортовий номер 54), на борту якого перебувало 10 осіб (спершу ДСНС повідомляла про 9 осіб). Оперативна група МВС України прямувала у відрядження до «гарячої точки».
На борту перебували керівники МВС: міністр Денис Монастирський, перший заступник міністра Євген Єнін та державний секретар міністерства Юрій Лубкович, їхні помічники, а також троє членів екіпажу ДСНС.
Унаслідок катастрофи було пошкоджено будівлю дитячого садку, де почалася пожежа, було вибито вікна в багатоповерховому будинку поряд, пошкоджено три автомобілі, людей із будівель поблизу було евакуйовано. О 09:06 пожежу в будівлі локалізовано на площі 500 м², а о 09:28 — ліквідовано.
Загинуло 14 осіб, у тому числі одна дитина (спершу ДСНС повідомляла про 4 дитини). Поранення зазнали 25 людей, серед яких 11 дітей. Серед загиблих та постраждалих були діти й дорослі, які перебували в дитячому садку.
У Броварській громаді було оголошено триденну жалобу.

## Перебіг подій

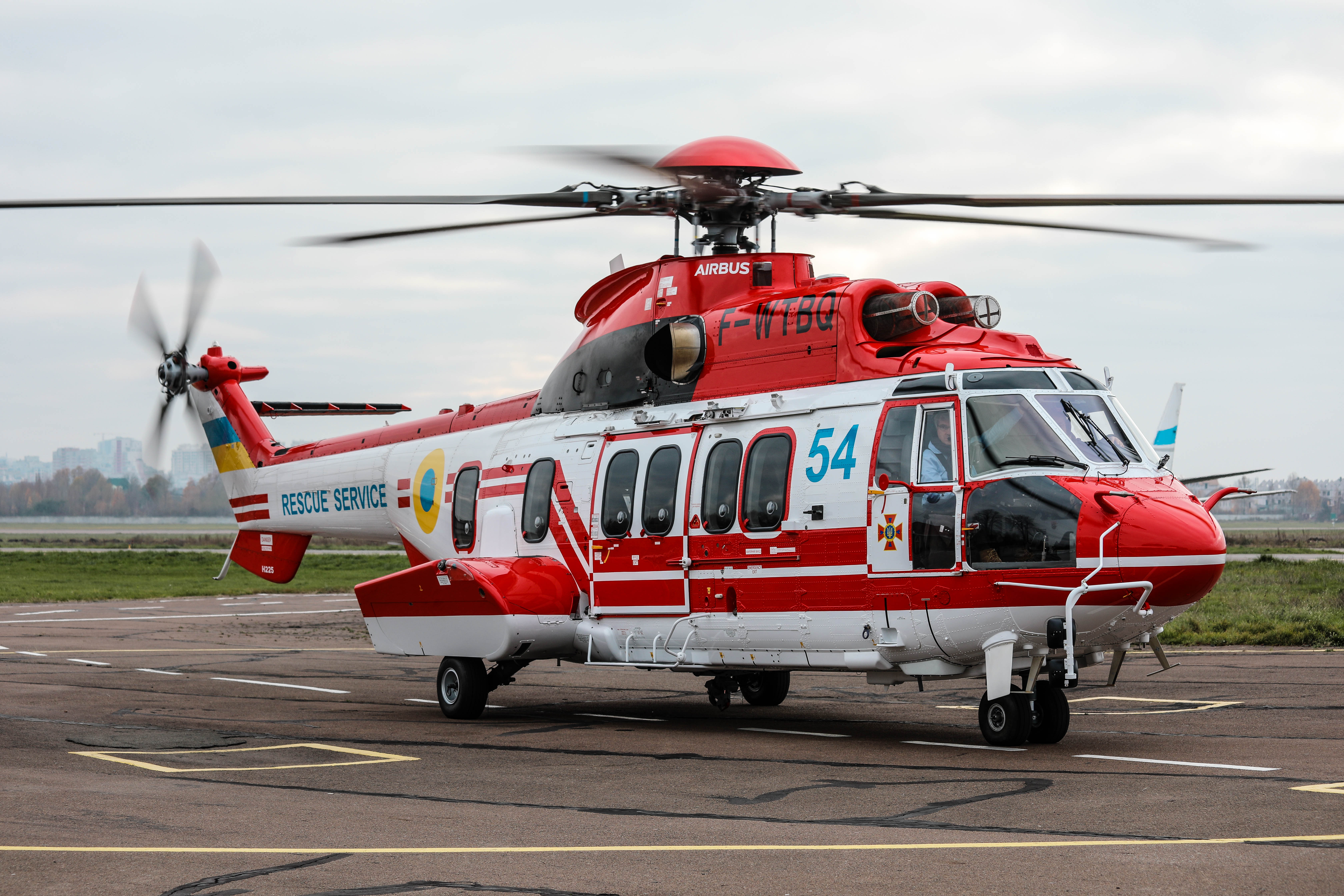
Гелікоптер, що розбився (фото 2020 року)

18 січня 2023 року о 08:20 у Броварах Київської області внаслідок падіння гелікоптера Державної служби України з надзвичайних ситуацій (ДСНС) EC-225 Super Puma (бортовий номер 54) сталося пошкодження будівлі дошкільного навчального закладу (ДНЗ) «Джерельце» з подальшим загорянням, а також пошкодження скління у 14-поверховому житловому будинку та 3 легкових автомобілів.
О 09:06 пожежу в будівлі локалізовано на площі 500 м², а о 09:28 — ліквідовано. До ліквідації наслідків надзвичайної ситуації ДСНС залучила 127 осіб та 30 одиниць техніки.
|  | «Вертоліт кружляв, горів і полетів у той бік. Я так зрозуміла, вибрав найменший об'єкт, бо там двоповерхова будівля, а тут — десятиповерхова. Це дитячий садок», — мешканка одного із сусідніх з дитсадком будинків. |

 О 15:45 ДСНС повідомило про завершення пошуково-рятувальних робіт у Броварах.

## Причини
СБУ розглядало наступні версії щодо причин катастрофи:
- порушення правил польоту,
- технічна несправність,
- умисні дії щодо знищення транспортного засобу[10][11].

На думку експертів, причинами таких інцидентів стають «два і більше різних факторів». Також зазначається, що за 20 років експлуатації сотень гелікоптерів EC225 у 30 країнах сталося чотири льотні інциденти з різними ступенями пошкоджень.

## Жертви
У момент катастрофи на борту перебувало 10 осіб, за даними МВС, загинуло троє членів екіпажу та 7 пасажирів на борту, а саме:
- Денис Монастирський — міністр внутрішніх справ;
- Євгеній Єнін — перший заступник міністра;
- Юрій Лубкович — державний секретар міністерства;
- Тетяна Шутяк — заступник керівника Патронатної служби МВС;
- Михайло Павлушко — начальник управління забезпечення захисту Департаменту внутрішньої безпеки НПУ, підполковник поліції (начальник охорони міністра)[15];
- Андрій Маринченко (Марінченко)[16] — старший оперуповноважений в особливо важливих справах Департаменту внутрішньої безпеки НПУ (охоронець міністра[3]);
- Микола Анацький[17] — провідний інспектор Департаменту комунікації МВС, молодший лейтенант (фотограф[3]).

Члени екіпажу:
- Олександр Василенко — командир повітряного судна;
- Костянтин Коваленко — другий пілот;
- Іван Касьянов — бортовий механік, прапорщик служби цивільного захисту.

Інші постраждалі — діти й дорослі, які перебували в дитячому садку, де саме завершувалася ранкова зустріч відвідувачів.
О 10:30, голова обласної військової адміністрації Олексій Кулеба повідомив, що кількість загиблих збільшилася до 18, а постраждалих — до 29.
Станом на 11:00, ДСНС повідомляла про 15 загиблих (із них троє дітей) і 25 поранених, серед яких 10 дітей, о 15:45 було уточнено дані — 14 загиблих (з них одна дитина).

## Реакції
- О 10:49 Генеральний секретар Ради Європи Марія Пейчинович-Бурич висловила співчуття українській владі та народу[22].
- Об 11:03 Голова Європейської ради Шарль Мішель висловив жаль у зв'язку із катастрофою та загибеллю людей[23].
- Об 11:05 Прем'єр-міністр Естонії Кая Каллас висловила співчуття Денису Шмигалю, українському народу та сім'ям загиблих. «Ще одне трагічне нагадування про неймовірно високу ціну, яку платить Україна у своїй боротьбі за свободу проти Росії»[24].
  - О 13:11 Президент Естонії Алар Каріс висловив співчуття родинам загиблих та народу України[25].
- Об 11:16 Прем'єр-міністр Словаччини Едуард Геґер висловив щирі співчуття всім, хто втратив своїх близьких[26].
- Об 11:38 Президент Польщі Анджей Дуда висловив співчуття родинам загиблих: «З глибоким сумом дізнався про падіння гелікоптера у Броварах під Києвом, внаслідок чого загинули люди, у тому числі вище керівництво МВС України. Мої думки з родинами й близькими загиблих»[27].
  - О 12:42 Прем'єр-міністр Польщі Матеуш Моравецький висловив співчуття рідним загиблих та запевнив українців у повній підтримці[28].
- Об 11:47 Президент Грузії Саломе Зурабішвілі висловила глибокі співчуття родинам загиблих, народу України та президенту Зеленському. «Грузія у жалобі разом з вами»[29].
- Об 11:57 Голова Європейської комісії Урсула фон дер Ляєн висловила співчуття родинам загиблих, Зеленському та всій країні.
- О 12:06 Прем'єр-міністр частково визнаної[30] Косово Альбін Курті висловив щирі співчуття близьким та особливо родинам загиблих дітей.
- О 12:34 Президент Молдови Мая Санду висловила співчуття тим хто втратив близьких, а також команді МВС України[31]
- О 12:45 Президент Франції Емманюель Макрон висловив співчуття
- О 13:21 Президент Швейцарії Ален Берсе висловив співчуття українському уряду та народу[32].
- О 14:10 Канцлер Німеччини Олаф Шольц висловив співчуття
- О 14:16 Президент Литви Ґітанас Науседа висловив співчуття рідним загиблих, президенту Зеленському та народу України[33].
- О 14:23 Голова Ради міністрів Італії Джорджа Мелоні: «З сумом я дізналась про трагічну катастрофу гелікоптера в Броварах. Ми об'єднуємося навколо президента Володимира Зеленського. Ми висловлюємо співчуття українському уряду та сім'ям загиблих, у тому числі міністра Монастирському та заступника міністра Єніна, який працював в Італії».
- О 15:48 Прем'єр-міністр Канади Джастін Трюдо висловив співчуття родинам загиблих, президенту Зеленському та українському народу.
- Президент та Перша леді США висловили найглибші співчуття родинам усіх загиблих у трагічній аварії гелікоптера в Україні сьогодні вранці, зокрема міністра внутрішніх справ Дениса Монастирського та інших посадовців українського уряду. «Наші серця також разом із десятками мирних жителів, які загинули або були поранені, включаючи найдорожче життя дітей та їхніх родин»[34].

## Вшанування пам'яті та поховання
21 січня 2023 року у Києві відбулося прощання з загиблими, колона рушила до Українського дому, де відбулася церемонія. На церемонії також був присутній президент України Зеленський з дружиною.
- Церемонія поховання Дениса Монастирського, Євгена Єніна, Юрія Лубковича, Михайла Павлушка, Михайла Анацкова відбулася на Байковому цвинтарі в Києві, їх було поховано поряд[36];
- Тетяну Шутяк та Андрія Маринченка було поховано в  Хмельницькому та Каневі відповідно;
- екіпаж вертольоту було поховано в Ніжині на Чернігівщині.

## Розслідування
20 січня 2023 року, Кабінет Міністрів України створив урядову комісію з розслідування причин авіатрощі та доручив комісії подати звіт про розслідування та вжиті заходи до 18 лютого 2023 року. Згодом КМУ змінило дату на 31 березня. На початку розслідування СБУ висунула кілька версій, зокрема: порушення правил польоту, технічну несправність або умисні дії, але врешті слідство відкинуло варіант диверсії чи замахів на життя. До розслідування залучали представників французької компанії-виробника гелікоптера Super Puma.
3 серпня 2023 року, п'яти посадовцям ДСНС повідомили про підозру:
- начальнику Управління авіації та авіаційного пошуку та порятунку ДСНС,
- в.о. командира частини;
- заступнику командира з льотної підготовки;
- командиру авіаційної ескадрильї;
- начальнику служби безпеки польотів Спеціального авіаційного загону оперативно-рятувальної служби цивільного захисту ДСНС з м. Ніжина Чернігівської області.

За версією слідства, у січні 2023 року було заплановано візит керівництва МВС до Харківської та Дніпропетровської областей. За даними ДБР, попри застереження інструкцій та вимог законодавства, посадовці ДСНС залучили до перевезення гелікоптер, який перебував на чергуванні для реагування на надзвичайні ситуації у Києві та області. Він не мав дозвільних документів на виконання інших польотів. Під час підготовки польоту командиру екіпажу не повідомили про метеорологічні дані, зокрема, про несприятливі погодні умови над Броварами. Сам екіпаж не мав допусків до польотів у складних метеоумовах та сертифікатів. При цьому, жоден із чиновників, відповідальних за безпеку польотів, не скасував і не переніс вильоту. Чиновникам Управління авіації ДСНС та САЗ ОРСЦЗ повідомлено про підозру у порушенні правил безпеки польотів (безпеки руху повітряного транспорту), що спричинило загибель людей та велику матеріальну шкоду (частиною 3 статті 276 КК України). Начальнику служби безпеки польотів цього ж загону повідомлено про підозру за ч. 2 ст. 367 КК України (службова недбалість).
27 листопада 2023 року, представники ДБР завершили розслідування щодо авіатрощі. Матеріали справи відкриті для ознайомлення підозрюваним та їхнім захисникам, а також потерпілим та їх законним представникам. Після ознайомлення матеріали планували передати до суду.
За повідомленням Київської обласної прокуратури та Головного управління Національної поліції в Київській області, в ході слідства стосовно авіакатастрофи в Броварах, правоохоронцями викрито й інші злочини, а саме за ч.4 ст.185, ч.1 ст.257 КК України стосовно місцевого мешканця Київської області, який на місці авіакатастрофи заволодів банківською карткою загиблого члена екіпажу та користувався нею.
"Розслідуванням встановлено, що обвинувачені порушили правила безпеки польоту гелікоптера, на борту якого перебувало керівництво Міністерства внутрішніх справ України", - кажуть прокурори. Через погану погоду гелікоптер летів на гранично низькій висоті. Пілот побачив перешкоду та, намагаючись уникнути її, втратив орієнтування та припустився зіткнення із землею. 